# Pabellón Insular Santiago Martín
Der Pabellón Insular Santiago Martín ist eine Mehrzweckhalle in der spanischen Stadt San Cristóbal de La Laguna, Provinz Santa Cruz de Tenerife, auf der größten Kanareninsel Teneriffa. Die Sportarena ist seit 2010 die Heimspielstätte des Basketballclubs Lenovo Tenerife und bietet 5100 Plätze. Sie beherbergt auch die Büros des Clubs. Die Anlage gehört dem Inselrat von Teneriffa. Betrieben wird sie von der Inselverwaltung für Sport, Kultur und Freizeit (spanisch Gestión Insular para el Deporte, la Cultura y el Ocio, IDECO).

## Geschichte
Die Halle wurde am 20. April 1999 eingeweiht. Die beiden mittlerweile aufgelösten Clubs Tenerife Club de Baloncesto (Männer-Basketball) und der Club Voleibol Teneriffa (Frauen-Volleyball) trugen ihre Heimspiele in der Sportarena aus. Sie war im April 2017 Spielort des Final Four der Basketball Champions League 2016/17. Iberostar Tenerife gewann das Finale gegen den türkischen Club Banvit Bandırma mit 63:59. Nach dem Sieg in der Champions League fand im November des Jahres der Intercontinental Cup im Pabellón statt. Die Heimmannschaft siegte mit 76:71 gegen die venezolanischen Mannschaft von Guaros de Lara. Im Februar wurden die vier Partien des Intercontinental Cup 2020 auf Teneriffa ausgetragen. Wieder konnte Iberostar Tenerife vor eigenem Publikum den Sieg feiern. Der italienische Vertreter Segafredo Virtus Bologna unterlag mit 80:72. Im Jahr 2018 war die Halle, neben dem Pabellón Municipal de Deportes Quico Cabrera, Spielort der Basketball-Weltmeisterschaft der Frauen, die auf Teneriffa stattfand. In ihr wurden Gruppenspiele und die Finalrunde ausgetragen. Die US-Mannschaft sicherte sich durch den Endspielsieg gegen Australien (73:56) ihren zehnten Weltmeistertitel. Am 12. und 13. September 2020 ist die Austragung der Supercopa de España de Baloncesto (deutsch Spanischer Basketball-Superpokal) im Pabellón Insular Santiago Martín angesetzt. Es spielen neben dem Gastgeber Iberostar Tenerife, TD Systems Baskonia (Meister), der FC Barcelona (Zweiter der Meisterschaft) und Real Madrid (Pokalsieger) den Sieger aus.
Neben dem Sport finden auch Konzerte in der Veranstaltungshalle statt.

## Galerie

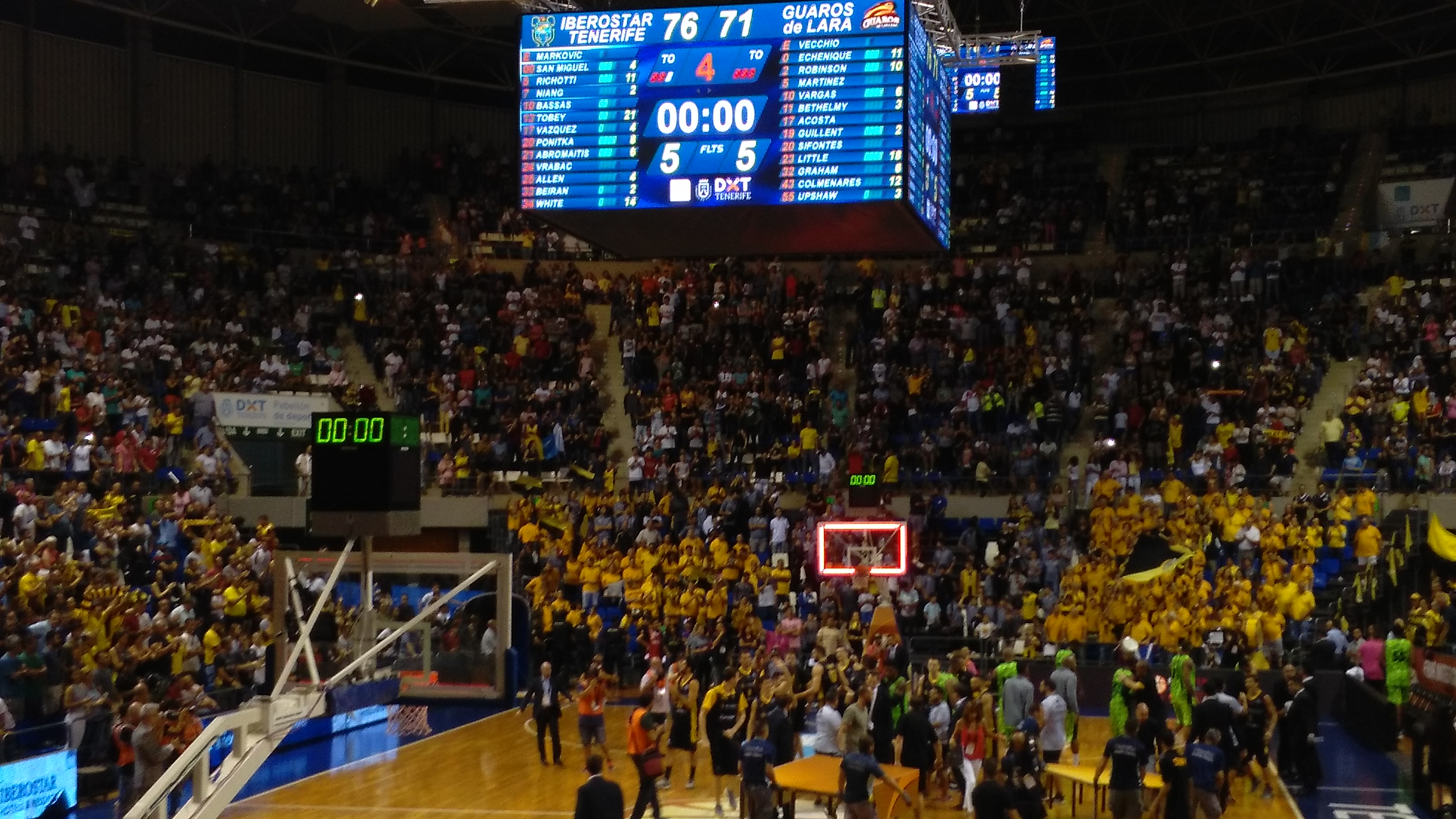
Nach dem Endspiel des Intercontinental Cup 2017 zwischen Iberostar Tenerife und der venezolanischen Mannschaft Guaros de Lara (76:71)